# Sterneckerbräu

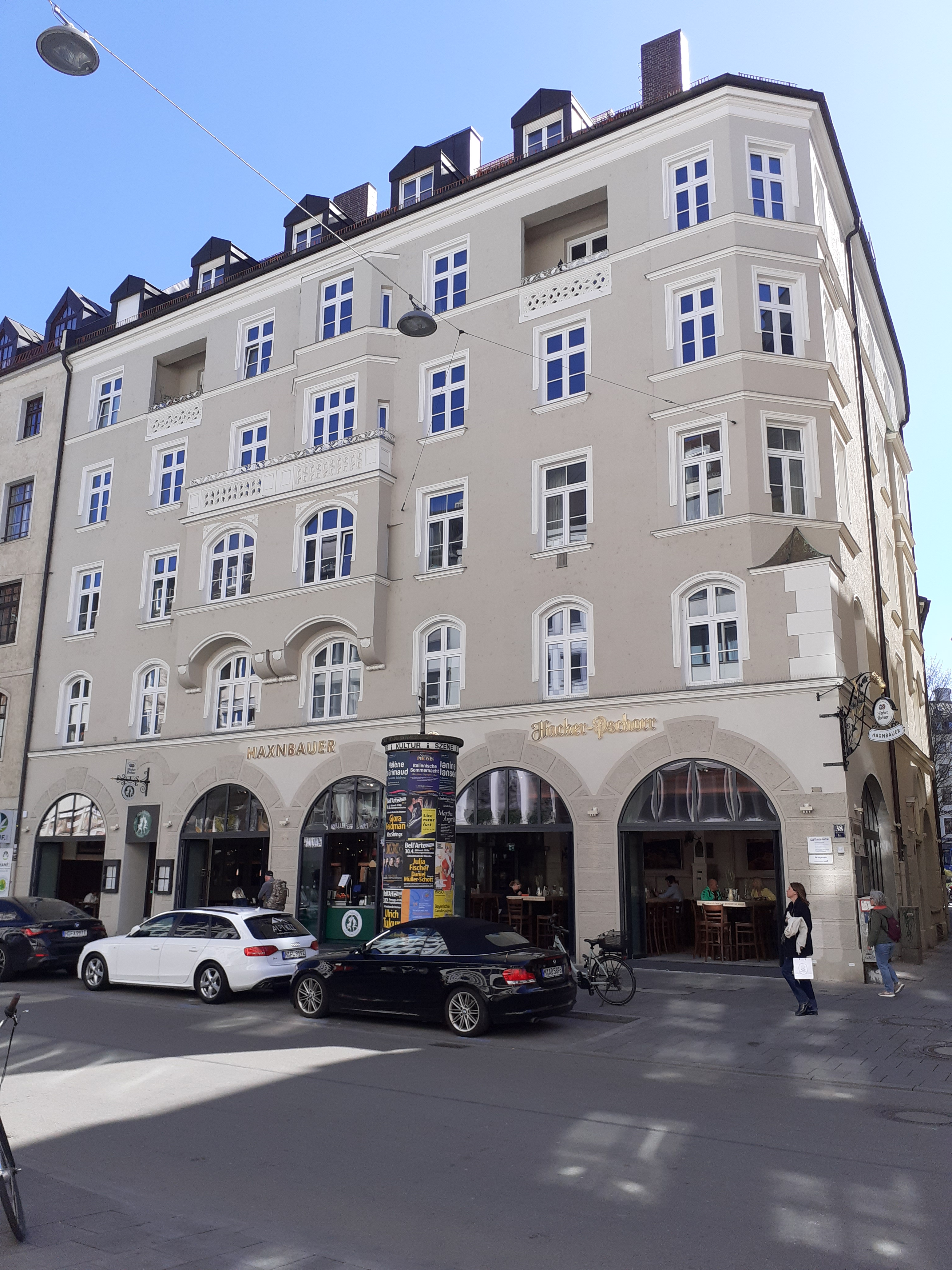
Das Gebäude im Jahr 2025

Das Sterneckerbräu war eine Bierbrauerei in München. Die zugehörige Gaststätte diente als Treffpunkt und erste Geschäftsstelle der NSDAP. Ähnlich dem Bürgerbräukeller wurde es darauf zu einem „nationalsozialistischen Wallfahrtsort“. Das Gebäude diente lange als Wohn- und Geschäftshaus und ist als Baudenkmal in die Bayerische Denkmalliste eingetragen. Im Januar 2025 wurde in dem Anwesen erneut eine bayerische Gaststätte eröffnet, allerdings unter dem unverfänglichen Namen „Haxnbauer“.

## Lage
Das Sterneckerbräu liegt in der Münchner Altstadt im Tal 38 (ursprünglich 54) an der Ecke zur Sterneckerstraße ganz in der Nähe des Isartors.

## Geschichte

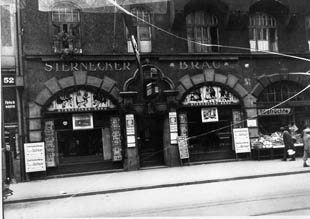
Das Sterneckerbräu 1925

Das heutige Gebäude erstreckt sich über ursprünglich drei Grundstücke. Auf dem Stadtmodell Münchens von Jakob Sandtner sind an dieser Stelle drei zweigeschossige Häuser zu sehen. Das Eckhaus Tal / Sterneckergasse gehörte im 16. und 17. Jahrhundert der Bierbrauerfamilie Sternegger, nach der seit 1696 auch die Straße benannt ist. Eine Brauerei ist hier seit 1557 nachweisbar.
Am 9. Juni 1894 erwirbt der Braumeister Josef Höcherl das Wirtshaus „Brauerei zum Sternecker“ (Thal Nr. 54) von Benno Kraith, 1897 kommen die Nachbaranwesen Thal Nr. 53 und Westenriederstr. 30 „um den Preis von 150,0000 M“ dazu. So konnte das Eckhaus mit seinem östlichen Nachbarn zusammen durch einen viergeschossigen Bau mit klassizistischer Fassadengestaltung ersetzt werden. Dieses wurde 1901 abgerissen, und 1901/02 wurde unter Hinzunahme eines weiteren Grundstücks der heutige Bau durch Heilmann & Littmann für den Brauereibesitzer Josef
Höcherl errichtet.
In der Gaststätte Sterneckerbräu im Erdgeschoss des Neubaus trafen sich ab 1919 einmal wöchentlich die Mitglieder der am 5. Januar 1919 von Anton Drexler gegründeten Deutschen Arbeiterpartei (DAP). Am 12. September 1919 besuchte Adolf Hitler im Auftrag des Aufklärungskommandos der Reichswehr eine Zusammenkunft im Leiberzimmer, wo Gottfried Feder, Mitglied der Thule-Gesellschaft, einen Vortrag hielt, und trat wenige Tage später der Partei bei. Das Leiberzimmer war zugleich der Treffpunkt von Offizieren des aufgelösten Königlich Bayerischen Infanterie-Leib-Regiments, dessen Angehörige im Volksmund als „Leiber“ bezeichnet wurden. Im Oktober 1919 richtete die DAP in einem Nebenraum der Gaststätte ihre erste Geschäftsstelle ein, die wegen ständig steigender Mitgliederzahlen im Herbst 1921 in das Gasthaus Cornelius in der Corneliusstraße 12 umzog.
1921 wurde im Sterneckerbräu der Bayerische Heimat- und Königsbund „In Treue fest“ gegründet. Dieser wurde am 2. Februar 1934 von den Nationalsozialisten verboten und 1952 wiedergegründet.

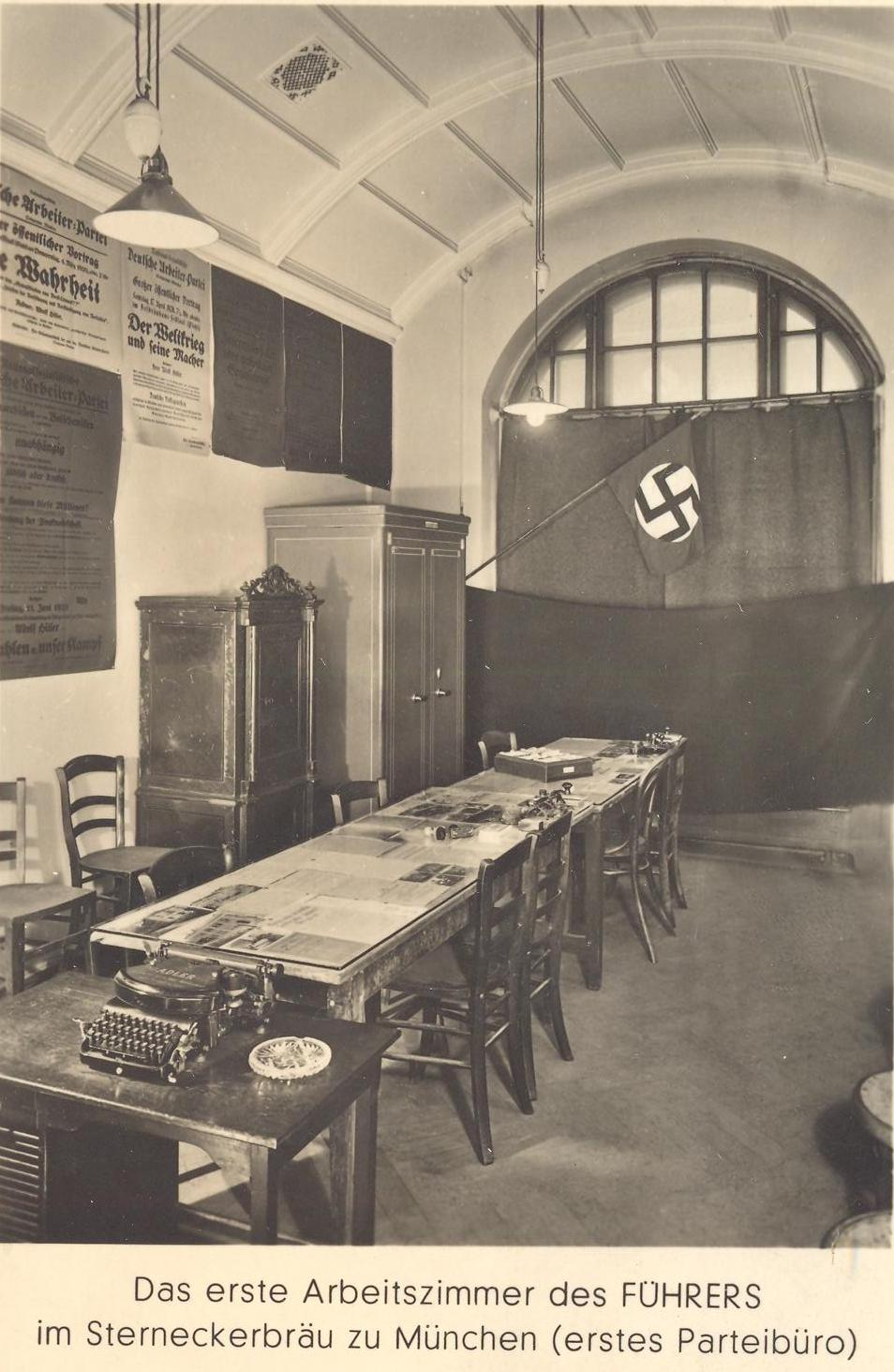
Erstes Parteibüro im Sterneckerbräu zu München

Am 8. November 1933 eröffnete Hitler im Sterneckerbräu das Parteimuseum der NSDAP, was auch im „Baedeker“ Erwähnung fand. Man konnte Inventar und Mobiliar der ersten Geschäftsstelle sowie das Leiberzimmer besichtigen.
Das Gebäude überstand den Krieg. 1957 wurde die Gaststätte geschlossen und das Erdgeschoss zu einem Laden umgebaut.

## Gebäude
Das Sterneckerbräu ist ein fünfgeschossiges Eckgebäude mit Satteldach. Die Fassade zum Tal hat sieben Fensterachsen, die zur Sterneckerstraße hin fünf. Die Ecke ist ab dem zweiten Obergeschoss abgeschrägt mit Fenstern in der Schräge. Im Erdgeschoss hat das Gebäude am Tal fünf große Arkadenbögen, die heute als Schaufenster dienen. Zwischen den beiden Arkaden auf der linken Seite liegt die Eingangstüre. Die Fassade der Obergeschosse ist unregelmäßig gestaltet. Im zweiten Obergeschoss springen die dritte und vierte Fensterachse von links als Erker vor, im dritten und vierten Obergeschoss nur die vierte Fensterachse. In der zweiten und sechsten Fensterachse hat das vierte Obergeschoss eine Loggia.